# Mélodie Richard (tir à l'arc)
Pour les articles homonymes, voir Richard.
Cet article concerne une archère française. Pour l'actrice française, voir Mélodie Richard.
Mélodie Richard, née en 2002, est une archère française.

## Biographie
En septembre 2021, Mélodie Richard remporte avec Lisa Barbelin et Caroline Lopez la médaille de bronze en tir à l'arc classique par équipes aux Championnats du monde à Yankton.

## Décoration
- Médaille de la jeunesse, des sports et de l'engagement associatif, argent (2025)[2].